# Waldemar Kuri
Waldemar Kuri (* 2. Juli 1930 in Kehl) ist ein deutscher Filmregisseur sowie Musik- und Fernsehproduzent.

## Wirken
Nach dem Besuch des humanistischen Gymnasiums in Freiburg im Breisgau von 1940 bis 1949 studierte Kuri von 1951 bis 1954 am Institut des hautes études cinématographiques (IDHEC) in Paris. Dort wirkte er an rund 20 Experimentalfilmen des Instituts mit. Parallel arbeitete er als Funkautor für den SWR (u. a. Der Bundschuh, 1951) und SDR (u. a. Der Vormärz, 1952). Er verfasste Hörspiele, Reportagen und Hörbilder. Kuri war auch für den französischen Rundfunk (RTF) tätig und viele seiner Beiträge beschäftigten sich mit französischen oder französisch-deutschen Themen. Er engagierte sich im Schul- und Jugendfunk. Nach dem Studium arbeitete er als Publizist in Paris und lehrte außerdem bis 1957 als Dozent für Filmdramaturgie und Filmanalyse am Deutschen Institut für Film und Fernsehen (DIFF) in München. Danach zog er dauerhaft nach Paris.
Kuri arbeitete in den frühen 1960er-Jahre in Paris als Repräsentant des Labels Montana des Produzenten Hans R. Beierlein; daneben schrieb in dieser Zeit Drehbücher für Filme wie Signale und Spiel in Farben. Er drehte dann Kurzfilme wie Mit fünf Schritten (1967), Grenze ohne Schatten, Das unsichtbare Netz und Stefan Zweig; sein Langfilmdebüt als Regisseur hatte er mit dem Fernsehfilms Eine Räubergeschichte (1971), nach einem Roman von Karel Čapek, mit Darstellern wie Ulli Lommel, Richard Haller und Dinah Faust.
In den 1970er-Jahren war Kuri als Fernsehproduzent tätig; in Paris leitete er die Firma WK productions, zudem vertrat er Hans R. Beierleins Verlagsinteressen in Frankreich, er war zudem auch ein enger Mitarbeiter Bernard Chevrys (dem Gründer der Midem) und des ZDF. 1992 realisierte er die Doku-Serie Nomaden auf dem Kaiserthron – Auf den Spuren der Salier, mit Hanns Joachim Friedrichs als Sprecher. Zu seinen späteren Regiearbeiten gehörte auch Cézanne: Vater der Moderne – eine filmische Biographie. Außerdem produzierte er die TV-Filme Le chat botté (1986, Regie Dirk Sanders) und La belle au bois dormant (1991, Regie José Montes-Baquer).

## Filmografie
- 1971: Eine Räubergeschichte
- 1991: Die Anfänge der salischen Macht[7]
- 1992: Nomaden auf dem Kaiserthron – Auf den Spuren der Salier